# Sidi Hcine
Sidi Hcine  (in arabo سيدي حسين‎?) è un centro abitato e comune rurale del Marocco situato nella provincia di Khénifra, regione di Béni Mellal-Khénifra. Conta una popolazione di 2 986 abitanti (censimento 2014).